# Kazachs curlingteam (gemengd)
Het Kazachs curlingteam vertegenwoordigt Kazachstan in internationale curlingwedstrijden.

## Geschiedenis
Kazachstan nam voor het eerst deel aan een internationaal curlingtoernooi voor gemengde landenteams in 2006, tijdens het Europees kampioenschap in het Italiaanse Claut. Het team onder leiding van skip Jekaterina Gorkoesha opende het toernooi met een 11-1-nederlaag tegen Letland. Het was het begin van een toernooi dat desastreus verliep voor het Kazachse team: alle vijf wedstrijden gingen verloren. Na dit teleurstellend verlopen toernooi trok Kazachstan zich terug uit het EK. In 2012 verliet de Kazachse Curlingassociatie de European Curling Federation en trok het naar de Pacifisch-Aziatische zone. Aangezien daar geen regionaal toernooi voor gemengde landenteams wordt georganiseerd, verdween Kazachstan van het internationale toneel.

In 2015 werd er voor het eerst een wereldkampioenschap georganiseerd, waaraan Kazachstan deelnam. Ook ditmaal werden alle wedstrijden verloren, net als een jaar later tijdens de tweede WK-editie. In 2017 werd eindelijk een eerste overwinning geboekt: 8-3 tegen Luxemburg. In 2024 werd het beste resultaat tot op heden behaald. Kazachstan won zes van de zeven wedstrijden in de groepsfase. In de play-offs werd verloren van Japan en het team eindigde als gedeeld negende.

## Kazachstan op het wereldkampioenschap
| Jaar | Plaats        | Skip               | WG            | W             | V             | PV            | PT            |
| ---- | ------------- | ------------------ | ------------- | ------------- | ------------- | ------------- | ------------- |
| 2015 | 36            | Viktor Kim         | 8             | 0             | 8             | 31            | 75            |
| 2016 | 34            | Viktor Kim         | 6             | 0             | 6             | 14            | 71            |
| 2017 | 35            | Viktor Kim         | 7             | 1             | 6             | 19            | 61            |
| 2018 | 34            | Viktor Kim         | 8             | 0             | 8             | 26            | 58            |
| 2019 | 21            | Viktor Kim         | 7             | 3             | 4             | 48            | 43            |
| 2022 | Geen deelname | Geen deelname      | Geen deelname | Geen deelname | Geen deelname | Geen deelname | Geen deelname |
| 2023 | Geen deelname | Geen deelname      | Geen deelname | Geen deelname | Geen deelname | Geen deelname | Geen deelname |
| 2024 | 9             | Abylaikhan Zhuzbay | 8             | 6             | 2             | 70            | 34            |

## Kazachstan op het Europees kampioenschap
| Jaar | Plaats        | Skip                 | WG            | W             | V             | PV            | PT            |
| ---- | ------------- | -------------------- | ------------- | ------------- | ------------- | ------------- | ------------- |
| 2005 | Geen deelname | Geen deelname        | Geen deelname | Geen deelname | Geen deelname | Geen deelname | Geen deelname |
| 2006 | 16            | Jekaterina Gorkoesha | 5             | 0             | 5             | 19            | 54            |
| 2007 | Geen deelname | Geen deelname        | Geen deelname | Geen deelname | Geen deelname | Geen deelname | Geen deelname |
| 2008 | Geen deelname | Geen deelname        | Geen deelname | Geen deelname | Geen deelname | Geen deelname | Geen deelname |
| 2009 | Geen deelname | Geen deelname        | Geen deelname | Geen deelname | Geen deelname | Geen deelname | Geen deelname |
| 2010 | Geen deelname | Geen deelname        | Geen deelname | Geen deelname | Geen deelname | Geen deelname | Geen deelname |
| 2011 | Geen deelname | Geen deelname        | Geen deelname | Geen deelname | Geen deelname | Geen deelname | Geen deelname |